# Аш цу Аш ауф Оберндорф, Адольф фон
Адольф фон Аш цу Аш ауф Оберндорф — баварский германский военачальник, генерал пехоты, военный министр Королевства Бавария в 1893—1905, барон.

## Происхождение
Бароны фон Аш цу Аш ауф Оберндорф — древний верхнебаварский дворянский род. Отец — генерал-майор баварских вооруженных сил барон Йозеф фон Аш. Мать — Виоланда фон Нотцинг унд Эргматинг.

## Карьера
Адольф Аш учился в кадетском корпусе и 1858 в качестве юнкера вступил в 1 пехотный королевский полк Баварской армии. В 1859 году стал унтерлейтенантом, в 1866 году — батальонный адъютант. Участник Австро-прусско-итальянской войны. После окончания войны, в 1867—1870 гг. Аш проходил обучение в Военной академии. Из-за начала Франко-прусской войны был вынужден прервать обучение. В течение всей войны Аш был адъютантом генерал-адъютанта генерала Людвига фон дер Танна, участвовал в сражениях при Ворте, Бомоне, Седане и Орлеане, а также в осаде Парижа.
С 1879 референт в военном министерстве, с 1888 командир 7 пехотной бригады со штабом в Вюрцбурге, с 1893 начальник 2 дивизии Баварской армии. С 5 июня 1893 по 4 апреля 1905 года занимал пост военного министра Баварии, в 1899 года был произведён в генералы инфантерии. Удостоен степени кавалера Ордена Святого Губерта.
Похоронен на Старом южном кладбище Мюнхена.